# The Best Sex Ever
The Best Sex Ever es una serie de antología erótica estadounidense presentada por Cinemax durante su horario After Dark. La serie cuenta con escenas de sexo simulado, por lo que se puede clasificar como softcore o voyeur.
La premisa del show es que los oyentes de un programa ficcional de radio titulado The Best Sex Ever, llaman para relatar sus hazañas sexuales. Muchas prominentes estrellas porno hicieron una aparición en el programa, tales como Sunrise Adams, Syren, y Monica Mayhem.

## Monólogos

### Monólogo de apertura
It's midnight...the witching hour. That means that once again it's time for you to tell me about the best sex you've ever had. All the good girls and boys have gone to bed, and the rest of us have the night to ourselves.

### Monólogo de cierre
We've all had a night where intimacy knows no bounds and desire knows no rules...a night of reckless sexual abandon, a night you can still taste years after the sun comes up. We've all had one. What's yours?

## Lista de episodios

### Primera temporada (2002)
1. Truth or Dare — 3 de mayo de 2002
2. Homework — 10 de mayo de 2002
3. Seeing Double — 17 de mayo de 2002
4. The Peeping Thompsons — 24 de mayo de 2002
5. Not on the Menu — 31 de mayo de 2002
6. Private Eyes — 7 de junio de 2002
7. Nice and Easy — 14 de junio de 2002
8. Class Act — 21 de junio de 2002
9. Dressing Room — 28 de junio de 2002
10. Mystery Writer — 5 de julio de 2002
11. For Love of Art — 12 de julio de 2002
12. Warrior Princess — 19 de julio de 2002
13. Housesitting — 26 de julio de 2002

### Segunda temporada (2003)
1. Bump and Grind — 4 de abril de 2003
2. Sexy Pictures — 11 de abril de 2003
3. Hearts on Fire — 18 de abril de 2003
4. The Seduction of Veronica — 25 de abril de 2003
5. Bad Boys — 2 de mayo de 2003
6. Fantasy Nights — 9 de mayo de 2003
7. Touch Me — 16 de mayo de 2003
8. Lights, Camera, Action — 23 de mayo de 2003
9. Boy Toy — 30 de mayo de 2003
10. Love Lessons — 6 de junio de 2003
11. Dirty Dancing — 13 de junio de 2003
12. Naughty by Nature — 20 de junio de 2003
13. Hot Salsa — 27 de junio de 2003